# William Gregor
Pour les articles homonymes, voir Gregor.
William Gregor, né le 25 décembre 1761 à Trewarthenick (Cornouailles) et mort le 11 juin 1817  à Creed (Cornouailles) est un minéralogiste et pasteur anglais.
On lui doit la description de nombreux minéraux, et surtout l'invention du titane, en 1794, qui avait été découvert par Martin Heinrich Klaproth quelque temps avant et qui lui avait donné son nom actuel de titane. 
Il est également le fondateur de la Royal Geological Society de Cornouailles.

## Honneurs
Il a fait l'objet d'un dédicace minérale qui fut déclassée :
- La gregorite par Paris (1818) synonyme de manaccanite[1]